# Indywidualne Mistrzostwa Polski w Zapasach 1955

## Mistrzostwa Polski w Zapasach1955

### Mężczyźni
- styl wolny

8. Mistrzostwa Polski – x – x 1955, Poznań
- styl klasyczny

25. Mistrzostwa Polski – x – x 1955, Kraków

## Medaliści

### Mężczyźni

#### Styl wolny
| Kategoria:  | Złoto:                            | Srebro:                           | Brąz: |
| 52 kg       | Józef Malik Siła Mysłowice        |                                   |       |
| 57 kg       | Henryk Pyplok Slavia Ruda Śląska  |                                   |       |
| 62 kg       | Rudolf Toboła Siła Mysłowice      | Jan Żurawski Gwardia Warszawa     |       |
| 67 kg       | Franciszek Przoń Pogoń Nowy Bytom |                                   |       |
| 73 kg       | Jan Kuczyński Spójnia Gdańsk      |                                   |       |
| 79 kg       | Mirosław Żywczyk AZS-AWF Warszawa |                                   |       |
| 87 kg       | Roman Szatkowski ŁKS Łódź         |                                   |       |
| ponad 87 kg | Norbert Kasperczyk Siła Mysłowice | Sylwester Chojnacki Boruta Zgierz |       |

#### Styl klasyczny
| Kategoria:  | Złoto:                                  | Srebro:                            | Brąz:                                |
| 52 kg       | Kazimierz Michalik Bieżanowianka Kraków | Józef Malik Siła Mysłowice         | Kazimierz Makarewicz AZS Poznań      |
| 57 kg       | Zdzisław Schneider Unia Swarzędz        | Edward Ligocki Włókniarz Boguszów  | Wranik Opole                         |
| 62 kg       | Rudolf Toboła Siła Mysłowice            | Franciszek Spychała Spójnia Poznań | Jerzy Kala Pogoń Ruda Śląska         |
| 67 kg       | Ernest Gondzik Siła Mysłowice           | Edward Betański Czarni Nakło       | Boiński Poznań                       |
| 73 kg       | Mieczysław Dąbrowski Budowlani Warszawa | Mirosław Żywczyk AZS-AWF Warszawa  | Mieczysław Łesyszak Spójnia Szczecin |
| 79 kg       | Eugeniusz Górski Stal Ożarów            | Eugeniusz Skowronek CWKS Warszawa  | Drożdżyński Poznań                   |
| 87 kg       | Mieczysław Radoń Włókniarz Kraków       | Jerzy Czujewicz Warta Poznań       | Józef Komendarek LZS Ołtarzew        |
| ponad 87 kg | Norbert Kasperczyk Siła Mysłowice       | Karol Zasłona Stal Ożarów          | Sylwester Chojnacki Boruta Zgierz    |